# Żyła mostkowo-obojczykowo-sutkowa
Żyła mostkowo-obojczykowo-sutkowa (łac. vena sternocleidomastoidea) – w anatomii człowieka żyła odprowadzająca krew z dolnej części mięśnia mostkowo-obojczykowo-sutkowego. Towarzyszy w swoim przebiegu gałęzi mostkowo-obojczykowo-sutkowej tętnicy tarczowej górnej, krzyżującej przednią powierzchnię tętnicy szyjnej wspólnej. Żyła mostkowo-obojczykowo-sutkowa wpada do górnej z żył tarczowych górnych.